# Castell de Montmagastre
|  | Per a altres significats, vegeu «Castell de Montmagastre (Peralta de la Sal)». |

El Castell de Montmagastre és un edifici del municipi d'Artesa de Segre declarat bé cultural d'interès nacional.
Està ubicat en el cim de 763 metres, i és una referència obligada a la zona. Des de tot arreu es veu aquesta muntanya de forma cònica i amb les ruïnes del castell i de la canònica de Sant Miquel. Un punt geodèsic situat damunt les restes del castell serveix de suport a l'hora de gaudir de les impressionants panoràmiques que hi ha des d'aquests indret privilegiat.
Montmagastre va ser un dels referents més importants a l'edat mitjana, potser el castell més esmentat quan es parla de les gestes i batalles que es van succeir en la lluita per la Reconquesta. Hi ha cites que parlen de la conquesta del castell de Montmagastre, juntament amb els d'Alòs i Malagastre, entre els anys 1015 i 1016, durant la famosa expedició contra els sarraïns, que van arribar fins més enllà de Balaguer.

## Descripció
Queden només fonaments de murs al penyal coronat per l'església de Sant Miquel. A un nivell inferior als fonaments dels murs del castell, i de les restes d'una cisterna, hi ha les despulles d'aquest imponent edifici. S'ha d'anar amb compte, ja que el seu interior hi ha diversos punts amb risc d'esfondrament, a l'interior de l'església encara s'hi poden veure els grafits medievals de les seves parets: dibuixos de diversos guants de malla, d'una àliga, una llança i una corona.
Encara hi resta dempeus l'altiu campanar i el majestuós absis romànic, de considerable altura, on es conserven restes de pintures murals del segle xiv. Enmig de les ruïnes, s'hi pot llegir també les inscripcions de les lloses de pedra que cobrien les tombes. També s'endevina una cripta subterrània i les de diferents piques de pedra i espais utilitzats en alguna època com a rebost. Hi ha detalls curiosos de construcció, com ara els murs principals separats horitzontalment per lloses verticals, i que formen un seguit de petites finestres obertes a la vall.

## Història
És un castell termenat documentat el 1003. La historia situa també en aquest castell la signatura del conveni acordat, entre els anys 1018-1026, pels comtes Ermengol II d'Urgell i Berenguer Ramon I de Barcelona i en què tots dos cabdills pacten l'organització d'aquesta part del territori situat entre el Montsec de Rúbies i el riu Segre. El castell va ser cabdal en la formació del Comtat d'Urgell i, com altres castells del seu voltant, va patir les conseqüències de les lluites fins que va quedar absolutament devastat. Als nostres dies ja només ens han arribat les restes de l'església canònica de Sant Miquel, temple romànic del segle xi, situat uns metres més avall del castell.
Arnau Mir de Tost llegà, pel seu testament del 1071, aquest castell al seu net Guerau Ponç. Arnau Mir el posseïa en feu del comte d'Urgell que, al seu torn era feudatari del comte de Barcelona. El 1156, Berenguera, comtessa de Cabrera, testà deixant al fill Ponç els castells d'Artesa i "Magamastre", entre d'altres. El rei Alfons el Cast donà la investidura de "Magamastre" al vescomte Ponç III de Cabrera (1186). El castell jugà, sens dubte, un important paper dins el comtat d'Urgell.